# Psychomyia holzenthali
Psychomyia holzenthali är en nattsländeart som beskrevs av Schmid 1997. Psychomyia holzenthali ingår i släktet Psychomyia och familjen tunnelnattsländor. Inga underarter finns listade i Catalogue of Life.